# Chicorro
José Lara Jiménez "Chicorro" fue un matador de toros nacido en Algeciras el 19 de marzo de 1839. Era tío del torero Manuel Lara "Jerezano".
Cuando tenía un año sus padres se fueron a vivir a Jerez. Toma la alternativa en Barcelona el 24 de septiembre de 1868 de manos de El Gordito y la confirma en Madrid el 11 de julio de 1869, de manos de El Salamanquino, con el toro "Diablo" de Veragua. El 29 de octubre de 1876, alternando con Lagartijo y Frascuelo, se le concedió en Madrid la oreja de un toro, trofeo que por primera vez se otorgaba en la plaza madrileña. Falleció en Jerez de la Frontera el 25 de mayo de 1911.